# Tonte de la laine
 (avril 2017).
Si vous disposez d'ouvrages ou d'articles de référence ou si vous connaissez des sites web de qualité traitant du thème abordé ici, merci de compléter l'article en donnant les références utiles à sa vérifiabilité et en les liant à la section « Notes et références ».
Pour d'autres sens du terme « tonte », voir Tonte.
Cet article court présente un sujet plus développé dans : Tonte de moutons.

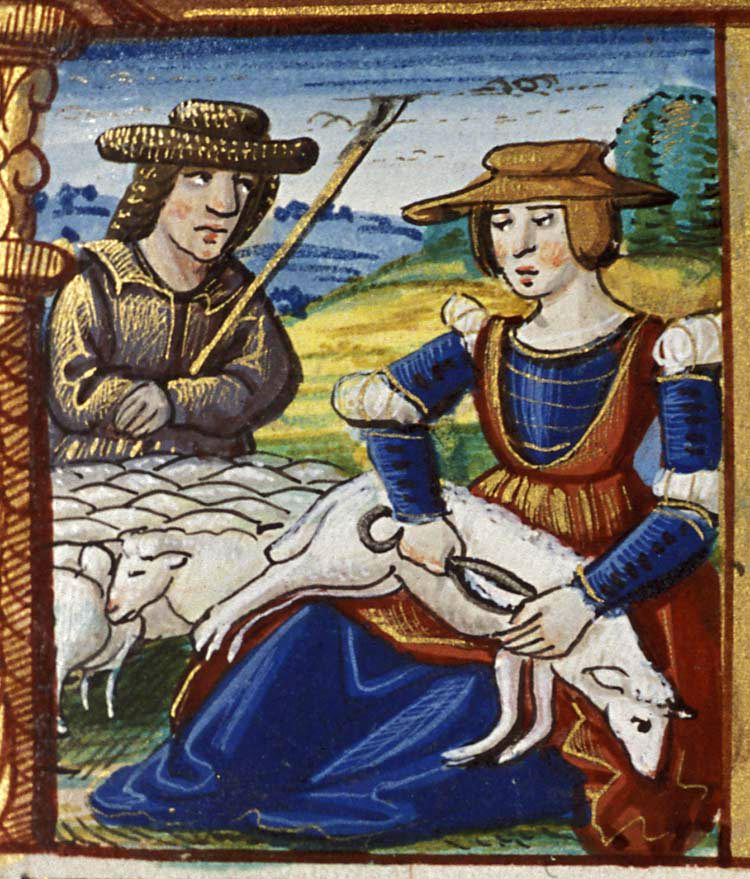
Femme tondant un mouton. XVIe siècle

La tonte de la laine est un soin nécessaire à tout animal issu de race sélectionnée pour la production de laine et incapable de muer : mouton laineux, chèvre angora, alpaga, lama, chameau domestique. Elle est le plus souvent réalisée au printemps, mais également à l'automne pour les chèvres angora.
La tonte annuelle est une obligation pour la santé de la plupart des moutons sauf s'il s'agit de races qui muent ou n'ont pas vraiment de laine. Si la toison protège du froid, l'été, elle est étouffante. De plus, cela libère l'animal de ses parasites externes, poux, tiques.
Enfin, la tonte est l'occasion d'examiner les animaux : on peut vérifier l'état des mamelles, la vulve, les testicules, la peau, les onglons, traiter si nécessaire, trier, etc.
La personne qui réalise la tonte est le tondeur de moutons.

## Préparation

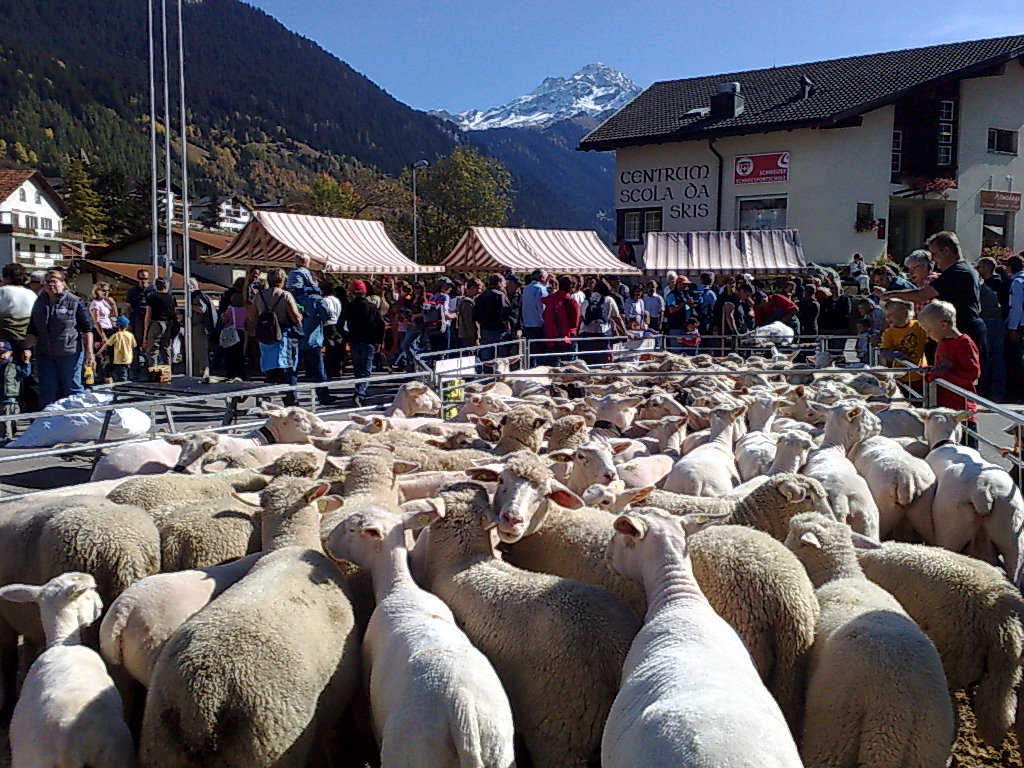
Contention des moutons lors de la tonte, Suisse

La tonte doit être planifiée suffisamment à l'avance afin d'être préparée dans les moindres détails. 

### La salle de tonte
L'endroit doit être propre, sec, bien éclairé et abrité en cas de pluie.

### Les animaux
Pour les moutons, on peut tondre le ventre et l'arrière-train (écussonnage) à l'avance. Cela se fait surtout pour les concours.
Ils ne doivent pas être nourris dans les 12 heures avant la tonte de façon que la panse ne pèse pas contre les organes vitaux, ce qui mettrait mal à l'aise l'animal et le ferait bouger, et de façon qu'ils n'urinent ni ne défèquent pendant la tonte, ce qui souilleraient la laine. Cependant, il faut leur proposer de l'eau propre comme le reste de l'année car ils vont beaucoup suer lors de la tonte et la sueur aide à la tonte (les parquer serrés une heure ou deux avant les fait suinter, ce qui aide la tondeuse à glisser et permet une moindre usure du matériel). 
L'idéal est également de ne jamais lancer de foin par-dessus les animaux pour ne pas mettre de graines, de matières végétales ou de poussière dans la laine. De manière générale, il faut éviter de les salir, ce qui nuirait à la qualité de la laine. La laine ne doit pas être mouillée, aussi la tonte doit-elle se passer à l'abri en cas de pluie.

## Matériel spécifique

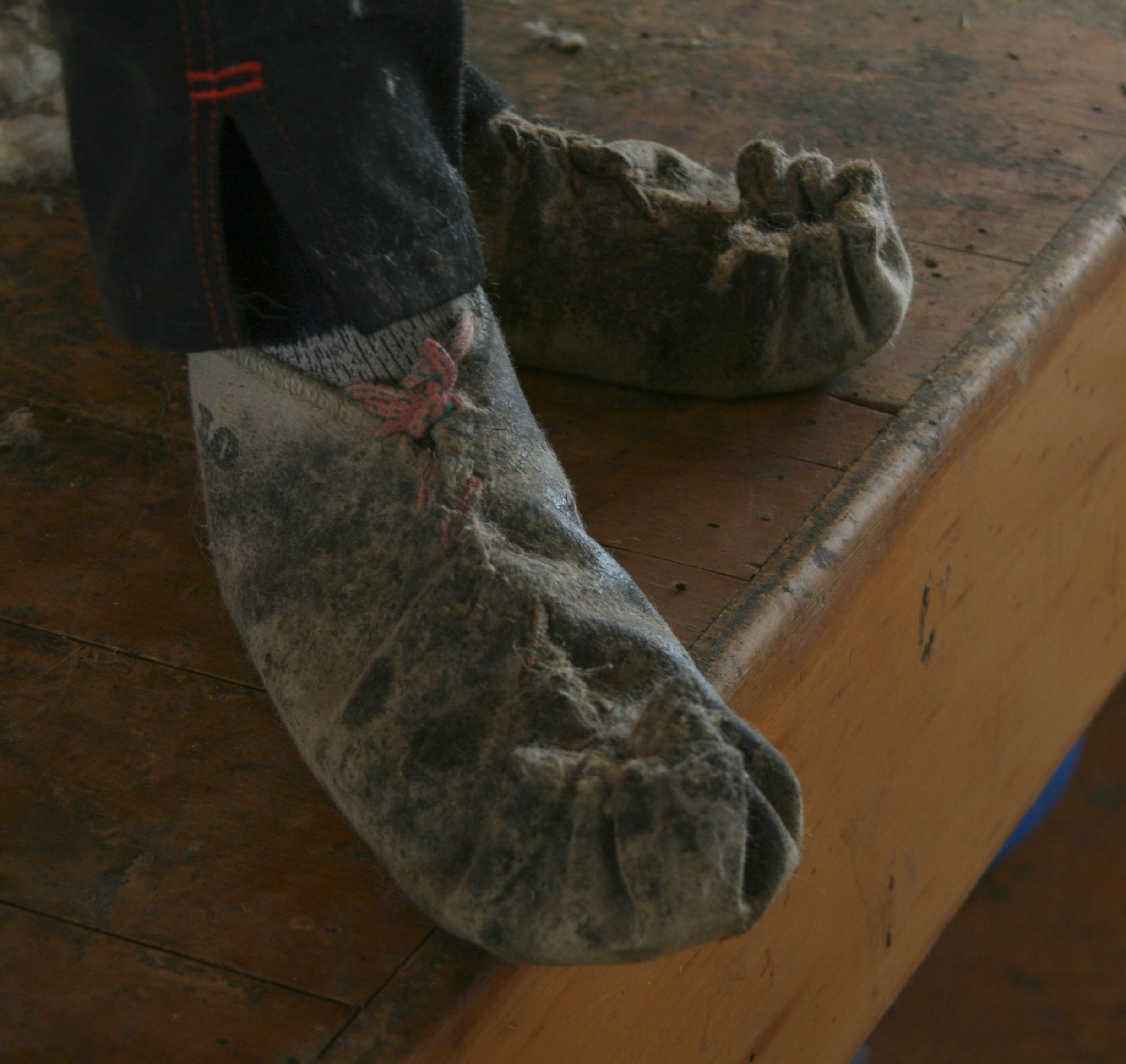
Mocassins de tondeur en feutre. Nouvelle-Zélande

Les couloirs de contention servent à contenir les animaux en attente de la tonte.
Le plancher de tonte est important. Le tondeur peut fournir sa propre planche de tonte qui sert à installer l'animal sur un support propre et lisse sur lequel l'animal n'aura pas prise au sol s'il cherche à s'échapper. Ce plancher doit être balayé et nettoyé entre chaque opération.
La tonte nécessite des outils spécifiques : une tondeuse  ou des forces. La tondeuse peut être électrique à fil ou à moteur électrique déporté suspendu.
Le tondeur peut porter des mocassins en feutre. 
La table de débardage (nettoyage) reçoit les toisons pour y être triées.
La lainerie désigne le lieu où l'on tond les moutons.

## Réalisation

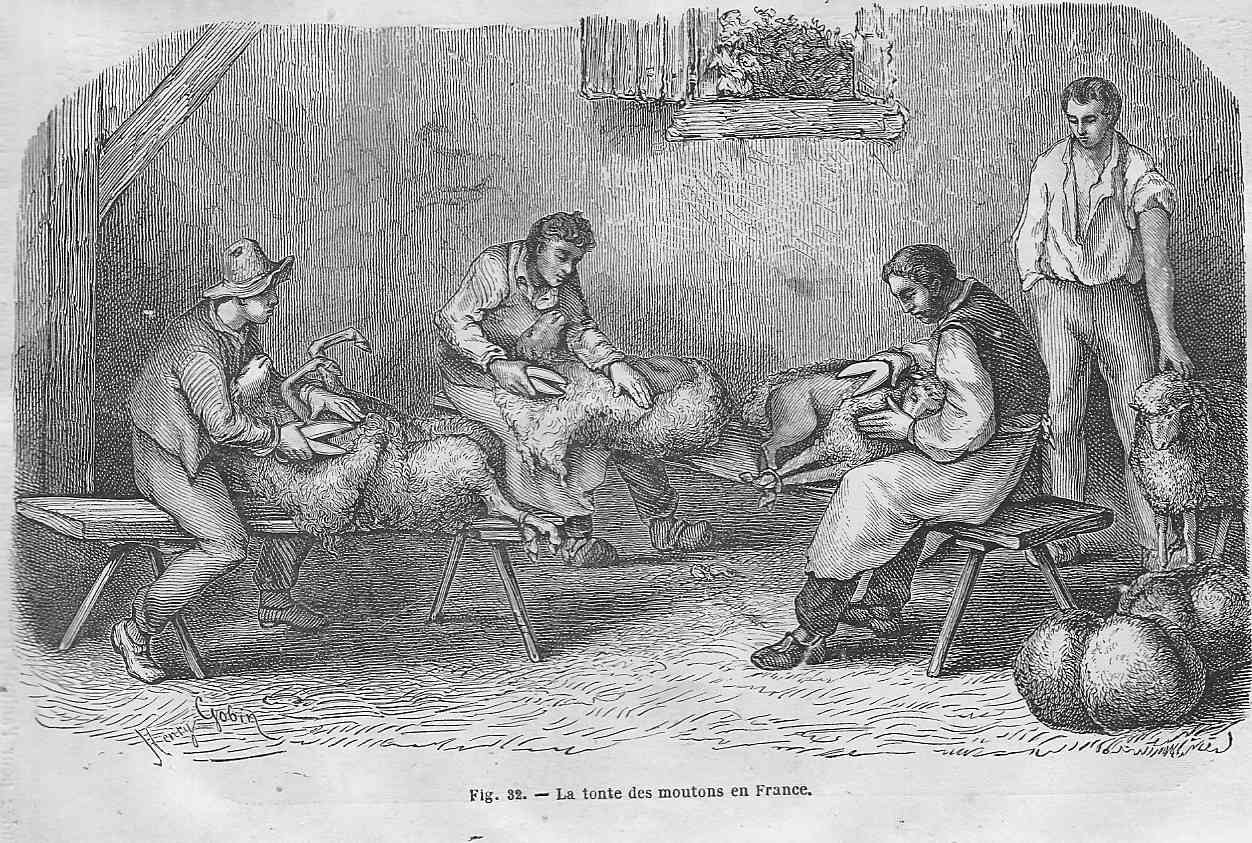
Tonte de moutons aux ciseaux forces en France, en 1877.

Le tondeur attrape ou se fait attraper l'animal, généralement par l'éleveur. L'animal est placé assis entre les jambes du tondeur ou bien est couché (pour l'alpaga, il l'entrave également). Puis, selon l'espèce, l'outil et la méthode, il commence à le tondre. L'alpaga se tond allongé, souvent à deux personnes, tandis que la chèvre angora se tond assise, comme le mouton. 
Les mouvements de tonte sont appelés « passes ». Il en existe 39 pour les chèvres angora et jusqu’à 41 pour le mouton dans la méthode bowen. Les méthodes montmorillonaise (à deux mains) et « traditionnelle » sont également possibles mais n'assurent pas le même confort tant à l'animal qu'au tondeur, elles ne sont pas aussi rapides et la toison n'est pas aussi facile à trier.
La laine tondue est une toison d'un seul tenant.

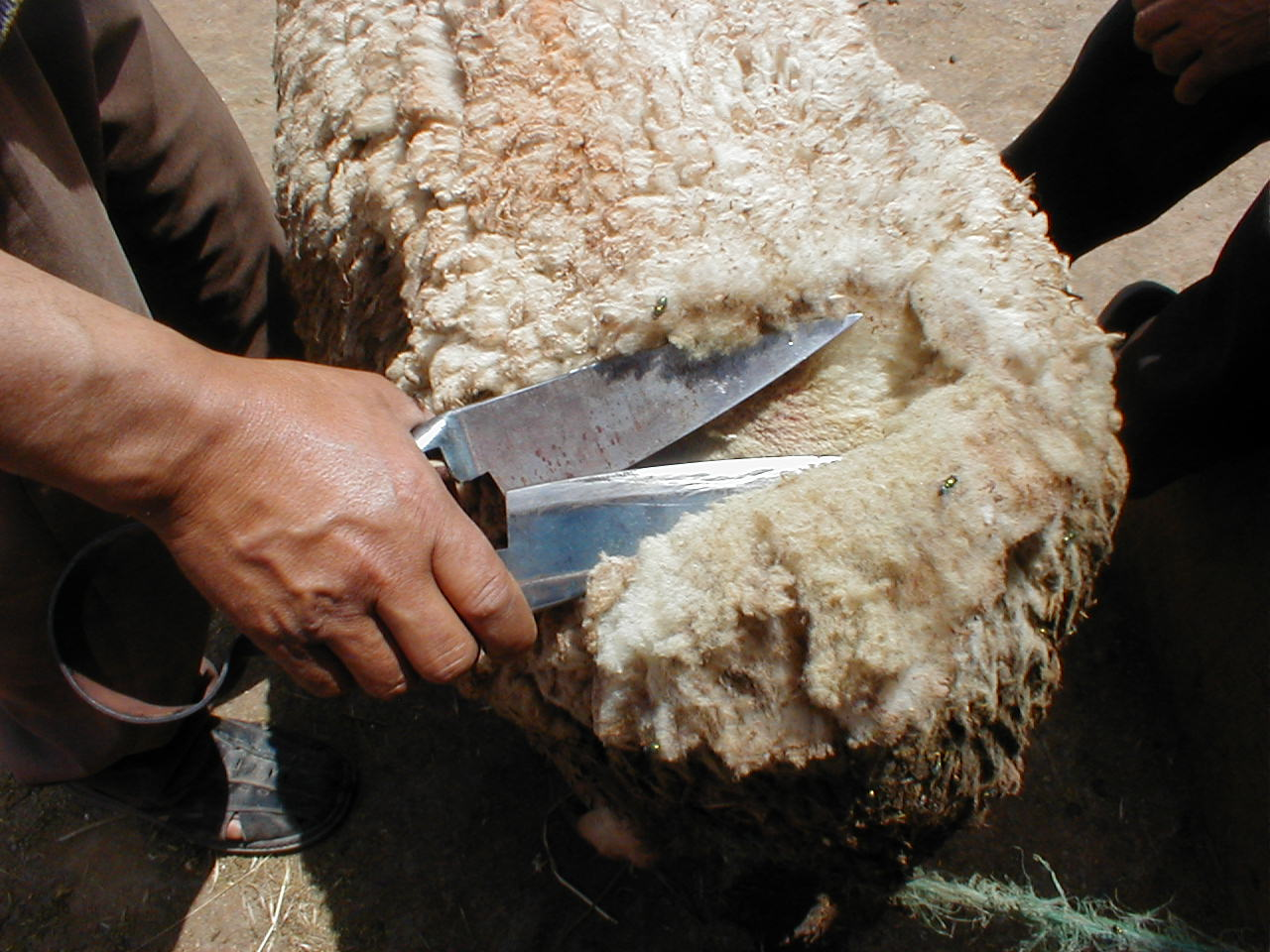
Tonte aux forces aujourd'hui.

## Préparation de la laine
À la fin de l'opération, la toison est aussitôt récupérée par le ramasseur de laine qui va la poser sur la table de débardage, côté intérieur en bas pour nettoyer la partie extérieure, en retirer les éventuelles matières fécales et végétales, les traces de marquage à la peinture... La toison est pliée en trois dans sa longueur, ses côtés rabattus en son milieu, puis elle est roulée, son côté extérieur vers l'intérieur, triées, mise en sac selon sa qualité et sa couleur.
Les animaux tondus sont séparés de ceux en attente de la tonte.

## Rapport à l'animal

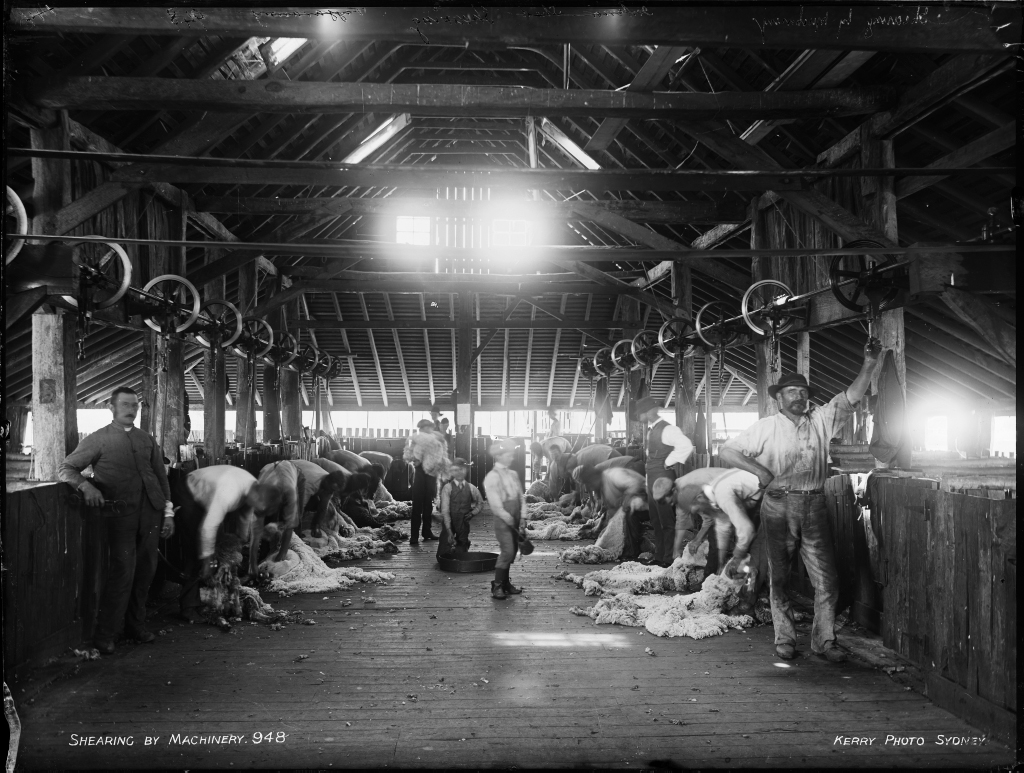
Tonte à la machine, Sidney, Australie, vers 1910 ?

La tonte nécessite patience et douceur de la part du tondeur pour ne pas trop stresser l'animal. Un bon tondeur ne frappe jamais un animal, se contentant d'être ferme dans ses prises et doux en lui parlant. En tondant au plus près de la peau de manière parallèle au corps de l'animal il y a très peu de blessures et elles restent superficielles. 
Dans les pays où l'élevage de moutons est une industrie (Australie, États-Unis), il y a souvent des scandales d'animaux maltraités voire tués pendant la tonte par des tondeurs brutaux, mais en France, ce n'est pas un métier saisonnier comme les autres, la grande majorité des professionnels sont formés par l'Association des tondeurs de moutons et sont passionnés.